# Clintamra nolinae
Clintamra nolinae är en svampart som först beskrevs av G.P. Clinton, och fick sitt nu gällande namn av Cordas & Durán 1977. Clintamra nolinae ingår i släktet Clintamra och familjen Clintamraceae.   Inga underarter finns listade i Catalogue of Life.